# Malawibatis
Malawibatis (Batis dimorpha) är en fågelart i familjen flikögon inom ordningen tättingar.

## Utbredning och systematik
Fågeln förekommer i södra Afrika och delas in i två underarter med följande utbredning:
- B. d. sola – norra Malawi och lokalt i östra Zambia (Nyikaplatån samt bergsområdena Mukuta och Mafinga)
- B. d. dimorpha – bergstrakter i centrala och södra Malawi samt närliggande norra Moçambique (berget Namuli)

Den kategoriserades tidigare som underart till kapbatis (B. capensis) men urskildes 2016 som egen art av BirdLife International, 2022 av tongivande eBird/Clements och 2023 av International Ornithological Congress. Populationen i Moçambique kan utgöra en egen underart.

## Status
Den kategoriseras av IUCN som livskraftig.